# Parque natural de Pucallpa
El Parque Natural de Pucallpa es un zoológico situado en la margen sur de la ciudad de Pucallpa, Perú. Su nombre coincide a ser un centro turístico natural de singular belleza paisajista y calidad ambiental siendo un área eco-urbana. Además de ello es un atractivo cultural donde se incorpora una museo regional y una zona de esparcimiento familiar. Actualmente gestionado por la Gerencia Regional de Recursos Naturales y Gestión del Medio Ambiente del Gobierno regional de Ucayali.
Tiene una extensión de 28 hectáreas y fue creado para proteger y conservar más de 400 especies de flora y fauna silvestres como monos, lagartos, otorongos, venados, sajinos, añujes, nutrias, taricayas, garzas, tucanes, loros y otras especies en vías de extinción o en situación de riesgo.  Se pueden apreciar árboles maderables, medicinales, arbustivas silvestres, palmeras y frutales.  En el parque se encuentra el Museo Regional de Pucallpa, que conserva algunas especies representativas de la fauna amazónica y una gran colección de restos fósiles hallados en los ríos Ucayali, Pachitea, Aguaytía y Urubamba. Una de las piezas más atractivas es la mandíbula de un gran lagarto que habitó en la Amazonía hace unos 10 millones de años.
En el 2024 clasificada como zoológico de clase B otorgada por el Servicio Nacional Forestal y de Fauna Silvestre, con el cual podrá custodiar y cuidar ejemplares de especies protegidas.

## Geografía

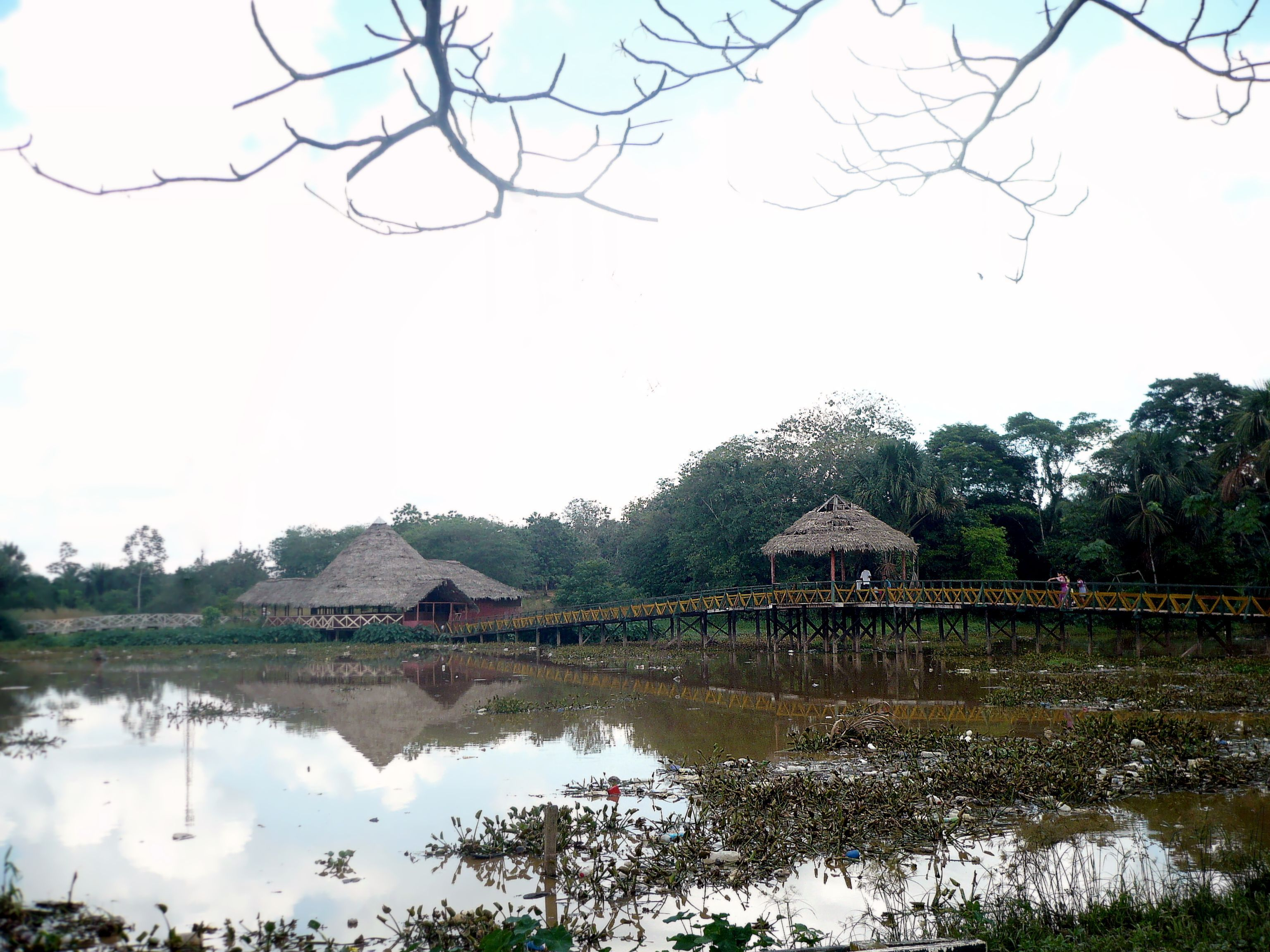
Área media del parque donde se dirige hacia las zonas campestres.

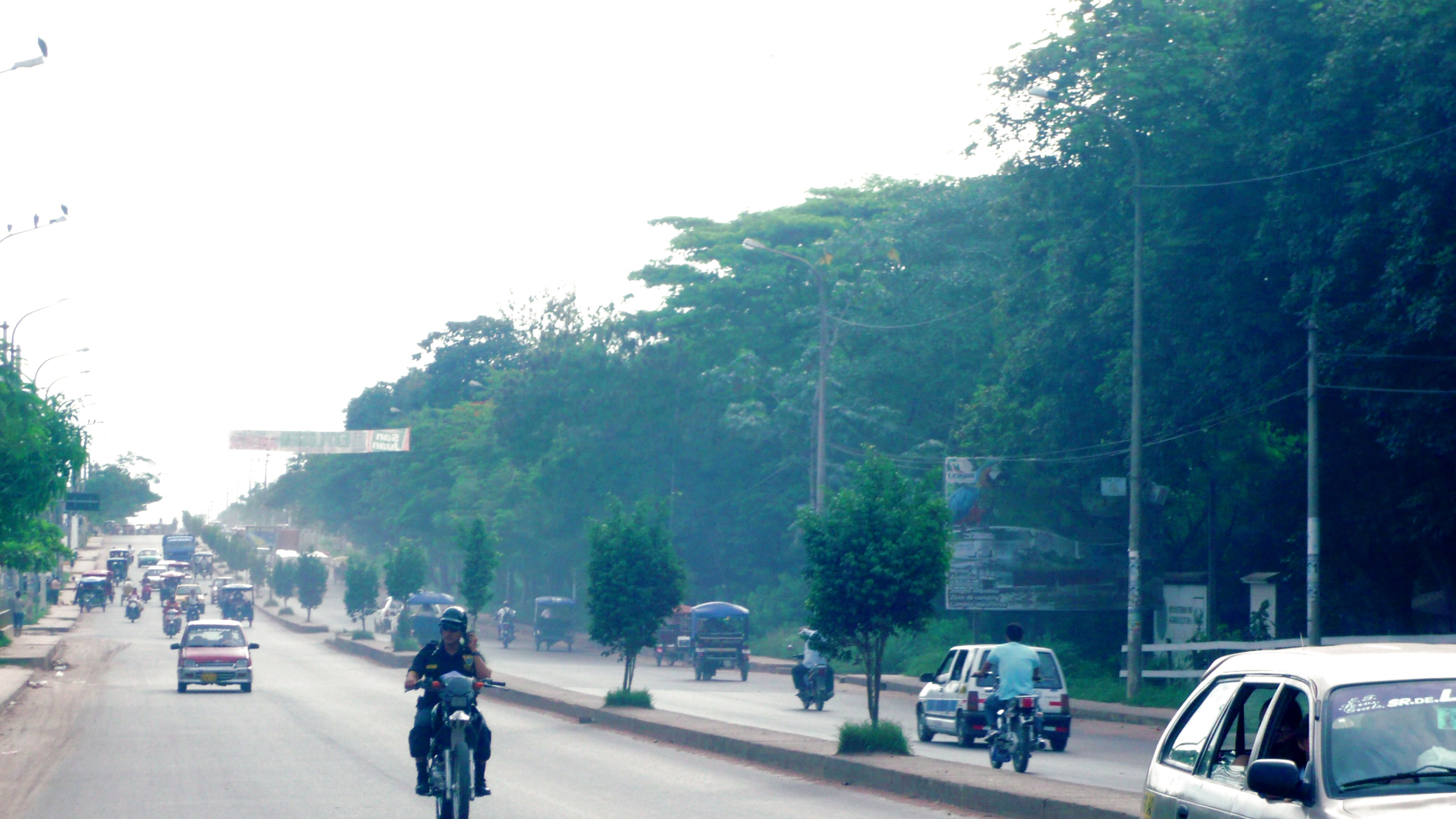
Toma lateral desde la avenida Centenario.

La geografía de la ciudad está clasificada de esta manera clasificando su posición. La ubicación de este lugar pasa por la avenida Centenario, zona donde se limita con la entrada del lugar. El camino hacia esta zona está conectada de varios puentes de resistencia. En este parque se divide en varios sectores principales, según el plano interactivo de este parque.
Al este: La entrada, ubicado al sur a 50 metros, se encuentra una sala de recepción, incluyendo una pequeña sala de esparcimiento y de servicio higiénico. El zoológico de los animales representa a la trayectoria del zoológico formando un camino irregular comenzando de la boletería finalizando en forma cerrada.
Al oeste: Los multiservicios al finalizar la trayectoria son el área de observación y mantenimiento de animales. Además de restaurantes para reposo familiar.
Al norte: Las áreas libres representa una zona de campamento incluyendo un campo deportivo y puequeños centros de recreación. Al noroeste está el museo regional donde alberga las culturas nativas y los animales antiguos y fretel's.